# Монохарди
Монохарди или Манохарди (бенг. মনোহরদি, англ. Monohardi) — город в центральной части Бангладеш, административный центр одноимённого подокруга. Площадь города равна 6,83 км². По данным переписи 2001 года, в городе проживало 10 173 человека, из которых мужчины составляли 51,3 %, женщины — соответственно 48,7 %. Плотность населения равнялась 1489 чел. на 1 км². Уровень грамотности населения составлял 35,5 % (при среднем по Бангладеш показателе 43,1 %). 